# Sankt Johann in der Haide
Sankt Johann in der Haide là một đô thị thuộc huyện Hartberg thuộc bang Steiermark, nước Áo. Đô thị Sankt Johann in der Haide có diện tích km², dân số thời điểm cuối năm 2005 là 2012 người.